# 飲食天王授賞式
飲食天王授賞式（いんしょくてんのうじゅしょうしき、英語：King of Catering Awards）は、香港飲食業界において、優秀な店舗に向けて賞を与える授賞式であり、香港飲食天王（集団）有限公司が主催。
基本的には毎年の年末年始で開催される。
香港唯一テレビで放送される飲食店の授賞式。香港飲食業界のオスカーとも呼ばれる。

## 歴史
- 2006年：初主催。李錦記グループが協賛。2006年2月26日、亜洲電視ATVの本港台より放送された。陳欣健、梁思浩、及び江美儀が司会を担当。
- 2007年：2007年3月17日に初めて無綫電視TVBの翡翠台より放送された。華懋集團が協賛し、鄭裕玲と鄭丹瑞が司会を担当。
- 2008年：初めてマカオの飲食店の申込も受け入れて、2008年3月30日、再び亜洲電視ATVの本港台より放送された。同珍醬油が協賛し、朱慧珊と林曉峰が司会を担当。
- 2009年：2009年4月18日、亜洲電視ATVの本港台より放送された。李錦記グループが協賛し、林曉峰、韓君婷及梁慧恩が司会を担当。
- 2010年：2010年4月17日の夜9:30-11:30に、無綫電視TVBの翡翠台とHD翡翠台より放された。German Poolが協賛し、ドゥドゥ・チェン﹑王祖藍と陳芷菁が司会を担当。
- 2011年：2011年4月16日の夜9:30-11:30に、無綫電視TVBの翡翠台とHD翡翠台より放された。ナットチャン﹑陳敏之及び呂慧儀が司会を担当。
- 2012年：2012年5月26日9:30-11:30に無綫電視TVBの翡翠台とHD翡翠台より放された。キャロル・チェン、楊思琦、陳庭欣及林盛斌が司会を担当。
- 2013年：初めて3つのテレビ、商業電台、now寬頻電視及び香港ケーブルテレビと共同主催し、6月末に放送された。ucan.comが協賛し、馬啟仁、黄婉曼、楊崢、王西安、黄芳雯、鍾健威が司会を担当。
- 2014年：2014年9月28日の夜8:00-9:30に亜洲電視ATVの本港台より放送された。朱慧珊と劉錫賢が司会を担当。
- 2016年：初めてテレビ放送ではなくて、オンラインラジオ謎米香港で放送した。環球爐業工程が協賛し、2016年5月18日に放送された。
- 2018：Cookeys （食譜字典）がオンライン媒体として、ViuTVで2018年11月24日の夜8:30-9:30に放送された、林曉峰と瑪姬が司会を担当。
- 2021年：林曉峰及瑪姬とOTTプラットフォームMyTV Superにより、12月25日14：30〜15：30に放送された。GoodShow、KOC JAPAN 及びKOC KOREAと共催し、范振鋒、陸浩明、陳語緹が司会を担当。今年はKOC・JAPAN株式会社との共同主催により、初めて日本の店舗が入選。